# Ermita de San Pedro y San Juan (Vallebrón)
La ermita de San Pedro y San Juan Se encuentra situada en Vallebrón, término municipal de La Oliva, isla de Fuerteventura, provincia de Las Palmas (Canarias, España). 

## Estructura
La ermita es de planta rectangular, adosándole la sacristía a la izquierda, a la altura de la cabecera. En el exterior destaca la fachada, adaptada al hastial de dos aguas de la cubierta, donde se abre la puerta principal que es adintelada. 
Las labores de la cantería del acceso principal se apartan de la simplicidad que caracteriza a la mayoría de las ermitas majoreras y, en este caso, aparecen decoraciones de casetones y una curiosa losa que oculta el vértice del frontón, donde está una escena de animales enfrentados. La puerta lateral también es adintelada, con anchos marcos de cantería y tiene como remate una ingenua cruz con símbolos de la Pasión. 
El interior es muy modesto, con una sencilla armadura de par e hilera, donde se labró una escueta decoración geométrica. 
Los bienes muebles que comprenden y constituyen parte esencial de su historia son: Retablo mayor (barroco), imágenes del Crucificado, Nuestra Señora de Gracia y San Juan Bautista (talleros populares).